# Bannec
Bannec ou Banneg, (du vieux breton bann signifiant "corne", appellation souvent utilisée dans la toponymie pour désigner des sommets pointus) est l'île située à l'extrémité nord-ouest de l'archipel de Molène, et pour cette raison, la plus proche de l'île d'Ouessant, distante de 4 km. Cette île fait partie du Parc naturel régional d'Armorique et du Parc naturel marin d'Iroise. Désormais réserve naturelle gérée par Bretagne vivante, elle est inhabitée et même interdite à tout visiteur.

## Description
L'île de Bannec, bien que faisant partie de l'archipel de Molène, fait partie de la commune du Conquet.
Située à deux kilomètres au nord-ouest de l'île de Balanec et à quatre kilomètres au nord-ouest de l'île de Molène, Bannec a une superficie de onze hectares et est longue de 800 mètres pour 200 mètres de largeur. L'île se prolonge par Lédénès Bannec, un îlot rattaché à l'île principale de Bannec à basse mer, mais qui en est séparé à marée haute. Vers le sud, l'île de Bannec se prolonge par deux îlots : Enez-Krein et Roch-Hir. Le phare de Kéréon se trouve sur un îlot proche dénommé Men Tensel ("pierre hargneuse" en français), dans le passage du Fromveur qui sépare Bannec d'Ouessant. Les côtes rocheuses prédominent, mais la côte sud-est est une côte basse formée de sable et de galets.
Peuplée d'un très grand nombre d'oiseaux, Bannec est interdite à tout visiteur, sauf au personnel autorisé des missions d'études scientifiques.

## Histoire

### LeXIXesiècle
En 1899 Bannec et les îles avoisinantes, qui appartenaient jusque-là à la commune de Ploumoguer, furent annexées par la commune du Conquet. Bannec n'était alors qu'« un îlot désert et inculte ».

### LeXXesiècle
L' Unzumbi, un vapeur anglais chargé de bananes et avec 65 personnes à bord, s'échoua le 5 septembre 1905 sur une roche proche de l'île de Bannec ; toutes les personnes à bord furent sauvées et recueillies à l'Île-Molène.
En 1918, les îles de Bannec et Balanec sont ainsi décrites par un voyageur qui les longe :

« Peu après avoir quitté Molène, on contourne les îles Bannec et Balanec, toutes ennuagées de fumées de goémon. Ces îles ont ainsi un aspect étrange ; on distingue sur les roches des silhouettes humaines s'agitant dans cette nuée épaisse, semblant accomplir des mystères redoutables, avec leurs longs ringards dont ils remuent les cendres dans leurs fours en plein vent. Et si l'on se prend à rêver quelque peu devant ce spectacle grandiose, on ne sait si, brusquement, on n'est pas reporté de nombreux siècles en arrière, et si l'on n'assiste pas à la célébration des rites mystérieux des cultes abolis. »

#### Description de Bannec en 1930
Pierre Bouis, qui visite les différentes îles de l'archipel de Molène en août 1930, décrit ainsi Bannec dans le journal Ouest-Éclair :

« Ayant frété la vedette à moteur de l'île [Molène], nous consacrerons une après-midi à la visite des îles Balanec et Bannec, où résident, dans des conditions peu communes, les pigouliers, les brûleurs de goémon. (...) De Balanec, nous allons à Bannec, autre île plus au nord, où les brûleurs de goémon sont moins nombreux. Nous y observerons les mêmes mœurs et pourrons chasser le perroquet de mer, au plumage noir et blanc, au bec corail et jaune, ou bien cette petite espèce de goélands paresseux au point de déposer sur l'herbe rase, sans autre attention, les œufs qu'il pond, ou bien encore l'hirondelle de mer, que nous dénicherons dans les trous de rochers. »

#### Description de Bannec en 1938
André Salmon, dans le journal Le Petit Parisien, décrit ainsi Bannec en 1938 :

« À Bannek, le long du courant du Fromveur, qui sépare de Molène, il n'y a plus âme qui vive. Cela ressemble à un gâteau d'anniversaire pétrifié avec toutes ses chandelles. L'imagination populaire a curieusement donné des noms d'habitations humaines aux roches qui se dressent tout autour de l'île, naturellement élevée. Ainsi trouve-t-on la Kastel ar Mouliged ("Château des Molénais"). À Bannek, l'humanité ne se révèle que par le phare de Kéréon, sur le roc de Men-Tensel. Comme en plusieurs terres perdues de l'Océan, le lapin prospère, galopant en troupes sur une distance inférieure à un kilomètre. Je dois l'avouer, des essais de camping ont été tentés à Bannek. On se saurait dire si les campeurs ont été découragés davantage par les incursions des lapins au camping ou par le souci, jusqu'à l'angoisse, de voir s'épuiser l'eau potable qu'il faut se donner la peine de transporter avec soi. »

#### Après la Seconde Guerre mondiale
Jusqu'à la Seconde Guerre mondiale, comme ses voisines, Bannec fut habitée par des goémoniers. Un bâtiment subsiste, qui fut en ruine après-guerre, mais qui a été restauré en 1979. Cette cabane est désormais habitée par Bernard Fichaut, géomorphologue, dans le cadre d'un observatoire des "blocs cyclopéens de Bannec".
Bannec a été propriété de la famille Huon de Penanster, avant que celle-ci ne la vende à la société N.S.E.O, laquelle fut dissoute le 10 avril 1964. À la suite d'une déclaration d'utilité publique, l'île fut achetée par le département du Finistère en 1971. Bannec est incorporée dans le Parc naturel régional d'Armorique le 30 septembre 1969 et le département du Finistère en confie la gestion à la SEPNB, désormais dénommée Bretagne vivante en octobre 1976.

## Filmographie
- Dans Finis terræ (1929), Jean Epstein met en scène des goémoniers venus d'Ouessant.

## Musique
- Didier Squiban a enregistré Bannec